# Eeli Erkkilä
Eeli Johannes Erkkilä (* 21. November 1909 in Oulainen; † 1. April 1963 ebenda) war ein finnischer Politiker des Landbundes ML (Maalaisliitto), der unter anderem von 1962 bis 1963 Innenminister Finnlands war.

## Leben
Erkkilä, Sohn des Landwirts Heikki Erkkilä und dessen Ehefrau Anna Ylikivelä, besuchte die Grundschule und war wie seine Eltern als Landwirt in seinem Geburtsort Oulainen tätig. Mitte der 1940er Jahre begann er sein politisches Engagement im Landbund ML (Maalaisliitto) und war zwischen 1947 und 1951 dessen Geschäftsführer im Bezirk Oulu. Bei der Wahl am 2. und 3. Juli 1951 wurde er für den Landbund im Wahlkreis Oulu zum Mitglied des Reichstags gewählt, dem er bis zu seinem Tod am 1. April 1963 angehörte. 
Am 13. Januar 1959 wurde Erkkilä als Stellvertretender Minister für Soziales und Gesundheit (Ministeri sosiaali- ja terveysministeriössä) in das Kabinett Sukselainen II berufen, dem er bis zum 13. Juli 1961 angehörte. Im darauf folgenden Kabinett Miettunen I bekleidete er zwischen dem 14. Juli 1961 und dem 25. Februar 1962 zunächst den Posten als stellvertretender Minister für Verkehr und öffentliche Arbeiten (Ministeri kulkulaitosten ja yleisten töiden ministeriössä), ehe er vom 26. Februar bis zum 12. April 1962 in diesem Kabinett schließlich selbst Minister für Verkehr und öffentliche Arbeiten (Kulkulaitosten ja yleisten töiden ministeri) war. Daraufhin fungierte er zwischen dem 13. April 1962 und dem 8. Februar 1962 als Innenminister (Sisäasiainministeri) im Kabinett Karjalainen I.
Erkkilä war seit 1938 mit Martta Elisabet Jääskelä verheiratet.

## Weblink
- Eintrag auf der Homepage des Reichstages